# Porthmadog FC
Porthmadog FC este un club de fotbal din Porthmadog, Țara Galilor.

## Cele mai mari victorii și înfrângeri
- Cea mai mare victorie: 9-0 cu Abergavenny Thursdays în 1993 și cu Haverfordwest County în 1994.
- Cea mai mare înfrângere: 0-7 cu Total Network Solutions în 2006.